# Interkosmos 4
Interkosmos 4 – sztuczny satelita wystrzelony w ramach programu Interkosmos, kolejny z serii tzw. sputników słonecznych.

## Aparatura
Aparatura naukowa składała się z:
- fotometr lymanowski (konstrukcja NRD)
- fotometr rentgenowski (CSRS)
- fotometr optyczny (CSRS)

Przyrządy te mierzyły intensywność odpowiednich promieniowań Słońca. Oprócz tego na satelicie zostały umieszczone:
- spektroheliograf rentgenowski konstrukcji radzieckiej, którego zadaniem była obserwacja widma rentgenowskiego promieniowania Słońca,
- polarymetr rentgenowski konstrukcji radzieckiej.
- czujnik orientacji (wykonany w NRD),
- nadajnik radiowy (wykonany w NRD)[3].

## Misja
Interkosmos 4 o masie około 320 kg wystartował z Ziemi 14 października 1970 roku o godzinie 11:29:58 czasu GMT. Aparatura satelity została skonstruowana w CSRS, NRD i Związku Radzieckim. Zadanie było takie samo jak w przypadku Interkosmosu 1. Satelita był udoskonaloną wersją pierwszego satelity wprowadzonego na orbitę w ramach programu Interkosmos. Głównym zadaniem była kontynuacja badań krótkofalowego promieniowania słonecznego, którego atmosfera nie przepuszcza do powierzchni Ziemi. Prowadzono badania krótkofalowego promieniowania Słońca i jego wpływu na górne warstwy atmosfery Ziemi. Obserwacje prowadzili uczeni z siedmiu europejskich państw socjalistycznych – w tym Polski. Podobne w związku z tym były parametry charakteryzujące orbitę satelity: perygeum 263 km, apogeum 668 km, okres obiegu 93,6 min, nachylenie orbity 48,5 stopnia.

Aparatura satelity działała do 8 stycznia 1971 roku, a on sam istniał do 17 stycznia 1971 roku.